# Rivière Kanasuta
Pour les articles homonymes, voir Kanasuta.
La rivière Kanasuta (Kanisoteg Sibi en anicinapemowin) est un affluent du lac Duparquet, coulant dans le territoire de la ville de Rouyn-Noranda et le territoire non organisé de Lac-Duparquet dans la municipalité régionale de comté (MRC) de Abitibi-Ouest), dans la région administrative de l’Abitibi-Témiscamingue, au Québec, au Canada.
La rivière Kanasuta coule entièrement en territoire forestier. La foresterie constitue la principale activité économique de ce bassin versant ; les activités récréotouristiques, en second.
Annuellement, la surface de la rivière est habituellement gelée de la mi-novembre à la mi-avril, toutefois la circulation sécuritaire sur la glace se fait généralement de la mi-décembre à la fin mars.

## Géographie

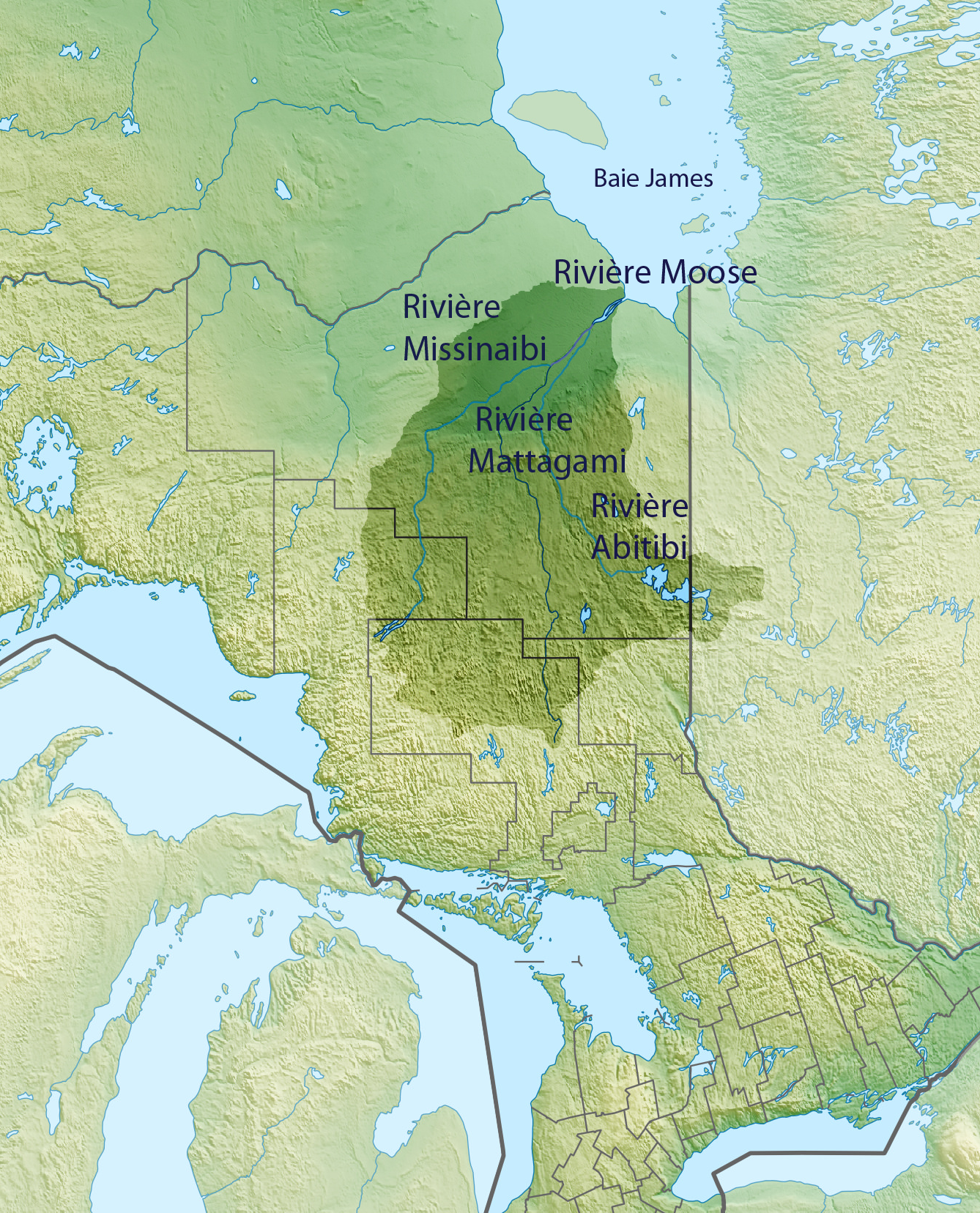
Bassin hydrographique de la Moose.

La rivière Kanasuta prend sa source à l’embouchure du lac Dasserat (longueur : 14,3 km ; largeur : 8,0 km ; altitude : 300 m) dans le territoire de la ville de Rouyn-Noranda.
Les principaux bassins versants voisins de la rivière Kanasuta sont :
- côté nord : lac Duparquet, rivière Duparquet, lac Abitibi ;
- côté est : rivière Mouilleuse, lac Duprat, lac Dufault, lac D'Alembert, rivière Lanaudière ;
- côté sud : lac Dasserat, lac Arnoux, lac Opasatica ;
- côté ouest : lac Labyrinth, rivière Dasserat.

À partir de l’embouchure du lac Dasserat (situé au nord du lac), la rivière Kanasuta coule sur environ 21 km en traversant quelques rapides et chutes, selon les segments suivants :
- vers le nord en formant une grande courbe vers l'ouest, jusqu’à la décharge du lac Colnet (venant du sud-est) ;
- vers le nord en traversant une boucle désignée le Fer à Cheval située en zone de marais où elle recueille la décharge du lac Tarsac (venant de l'ouest), jusqu’à un ruisseau (venant de l’est) ;
- vers le nord, jusqu’à la décharge du lac Joequin ;
- vers le nord en traversant le lac de la Chaudière et en entrant dans le territoire non organisé de Lac-Duparquet, jusqu’aux rapides à l’entrée d’un petit lac ;
- vers le nord-est, jusqu’au ruisseau Saint-Pierre (venant du sud-est) ;
- vers le nord jusqu’à la décharge (venant de l'ouest) du lac Soissons et vers le nord-est, jusqu’à son embouchure[3].

La rivière Kanasuta se décharge au fond de la baie Kanasuta laquelle constitue une extension de 1,3 km vers le sud-ouest du lac Duparquet. La baie Kanasuta est délimité au nord par la presqu’île qui se termine par la Pointe Kanasuta. Cette baie est délimitée du côté est par la baie de la Mouilleuse.
Le lac Duparquet se déverse vers le nord dans la rivière Duparquet laquelle coule vers le nord jusqu’à la rive sud du lac Abitibi. Cette dernière coule dans le nord-est ontarien jusqu’à la rivière Moose laquelle coule vers le nord jusqu’à la rive sud de la Baie James.
L’embouchure de la rivière Kanasuta est localisée à :
- au sud de l’embouchure du lac Duparquet ;
- au sud de l’embouchure de la rivière Duparquet ;
- au sud-est de l’embouchure du Lac Abitibi ;
- à l'est de la frontière de l’Ontario ;
- au nord-ouest du centre-ville de Rouyn-Noranda.

## Histoire
Avant le début de la colonisation de la région par des pionniers, ce cours d’eau constituait un passage nautique important entre le lac Abitibi et la baie James. Des sentiers de portage subsistent encore en certains endroits pour contourner des chutes et des rapides.

## Toponymie
Diverses expressions amérindiennes sont associées à cet hydronyme. Dans un rapport de 1907, le géologue Obalski signalait la rivière Kanasuta ; toutefois, il utilisait la graphie Kamasuta sur sa carte. Les Algonquins désignent maintenant ce plan d’eau "Kanisoteg Sibi", signifiant rivière aux trois rapides. Jadis, selon Obalski, ils le désignaient "Kamasuta Kamatwesing" qui se traduit par l'endroit où l'on entend un son, un bruit. Selon James White, dans la langue ojibway, Kanasuta signifie l'endroit où les diables dansent. En 1911, White désignait la colline qui surplombe le lac Dasserat au sud par Swinging Hills, toponyme résultant d'une traduction adaptée et demeuré officiel jusqu'en 1971. La colline s'appelle maintenant Mont Kanasuta ; sur son versant sud, haut de 500 m, un centre de ski a été aménagé, dans la municipalité d'Arntfield.
Le toponyme rivière Kanasuta a été officialisé le 5 décembre 1968 à la Commission de toponymie du Québec, soit lors de la création de cette commission.